# Seznam trinidadskih pesnikov
Seznam trinidadskih pesnikov.

## J
Joyce Joseph - 

## K
Roi Kwabena - 

## R
Roger Robinson - 

## W
Derek Walcott - 